# Sugi (houtsoort)

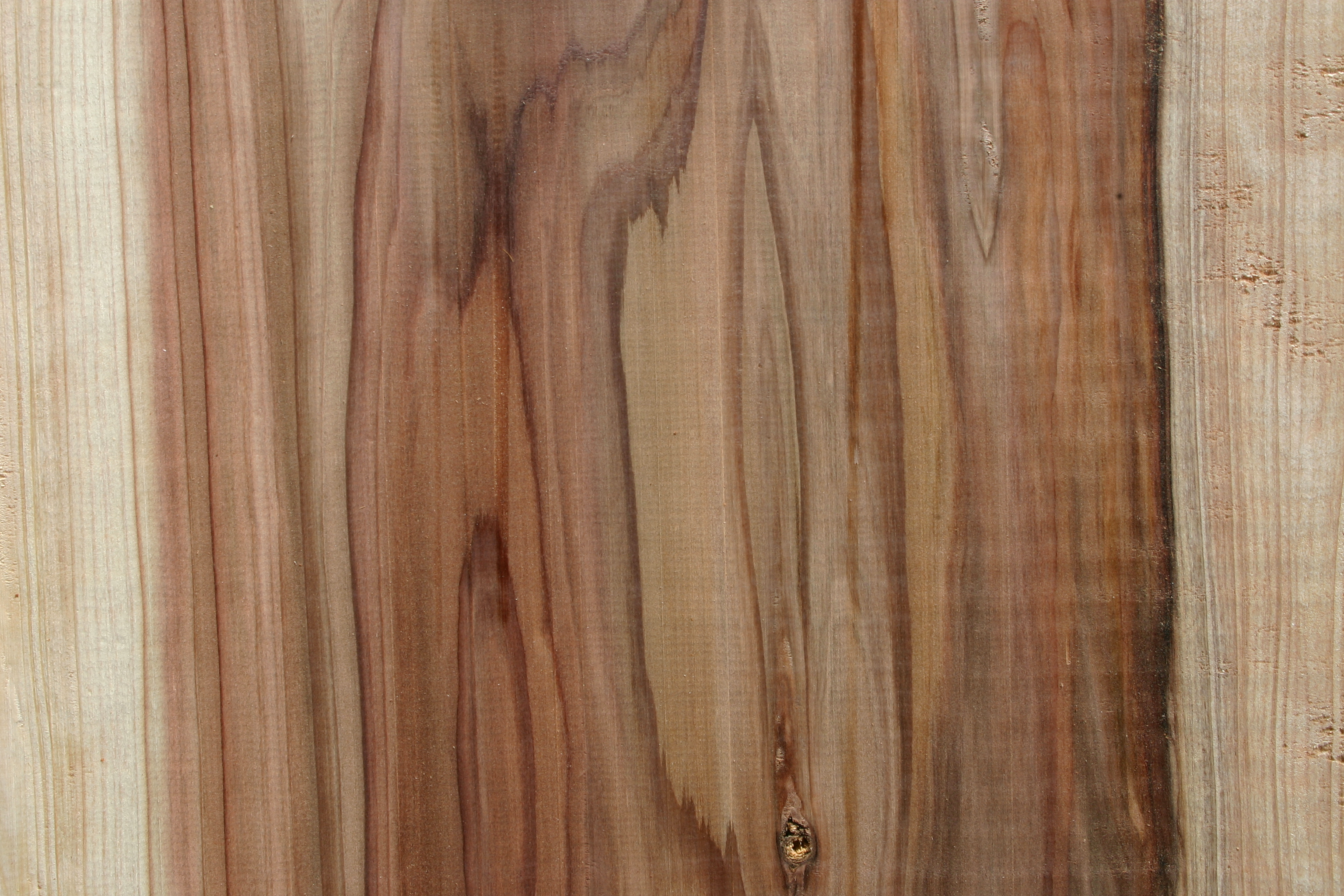

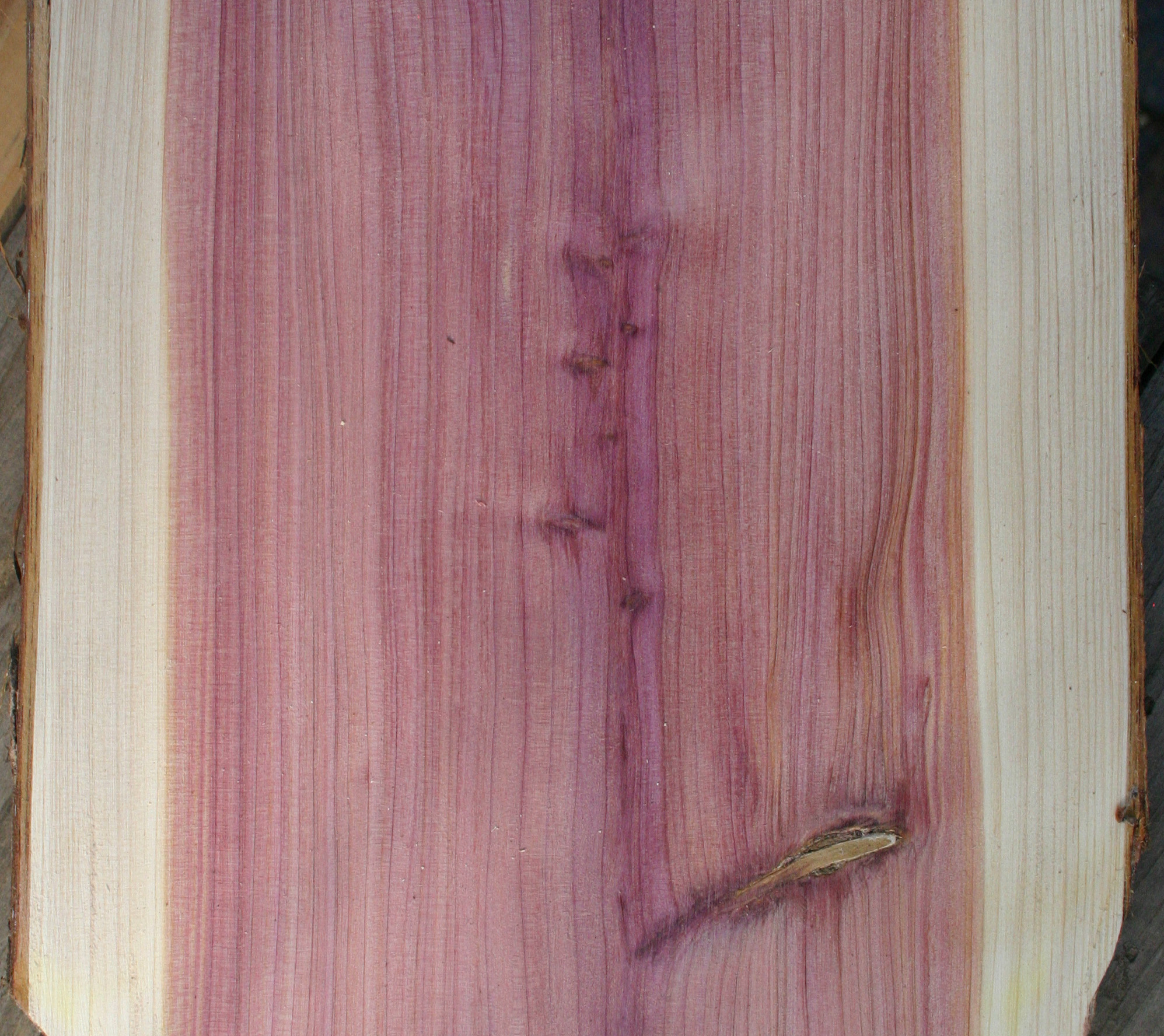

Sugi is een houtsoort die sterk met Japan geassocieerd is. In Japan is een groot deel van het areaal aan bosbouw ingeplant met Cryptomeria japonica (familie Cupressaceae of Taxodiaceae), de boomsoort die deze houtsoort levert. Ook elders in Azië zijn plantages met deze boomsoort. Het restant aan natuurlijke bestanden is echter heel klein. 
Het kernhout is variabel van kleur, rozeachtig tot bruin, tot purperachtig bruin. Het laathout steekt wat donkerder af tegen het vroeghout, zodat groeiringen tamelijk goed herkenbaar zijn. Het hout is niet zwaar (het is een van de lichtste naaldhoutsoorten); het is dan ook zacht en niet duurzaam. Het is makkelijk te drogen en met (heel) scherp gereedschap is het goed te bewerken.
Het wordt gebruikt voor toepassingen waar duurzaamheid niet van belang is, dus binnenshuis of voor verpakkingen of wegwerpartikelen. In Japan wordt het toch ook buiten toegepast, als gevelbekleding, maar dan wordt de buitenste laag verkoold: de zwartgeblakerde laag beschermt tegen verdere aantasting. In Nederland wordt sugi niet vaak geïmporteerd.

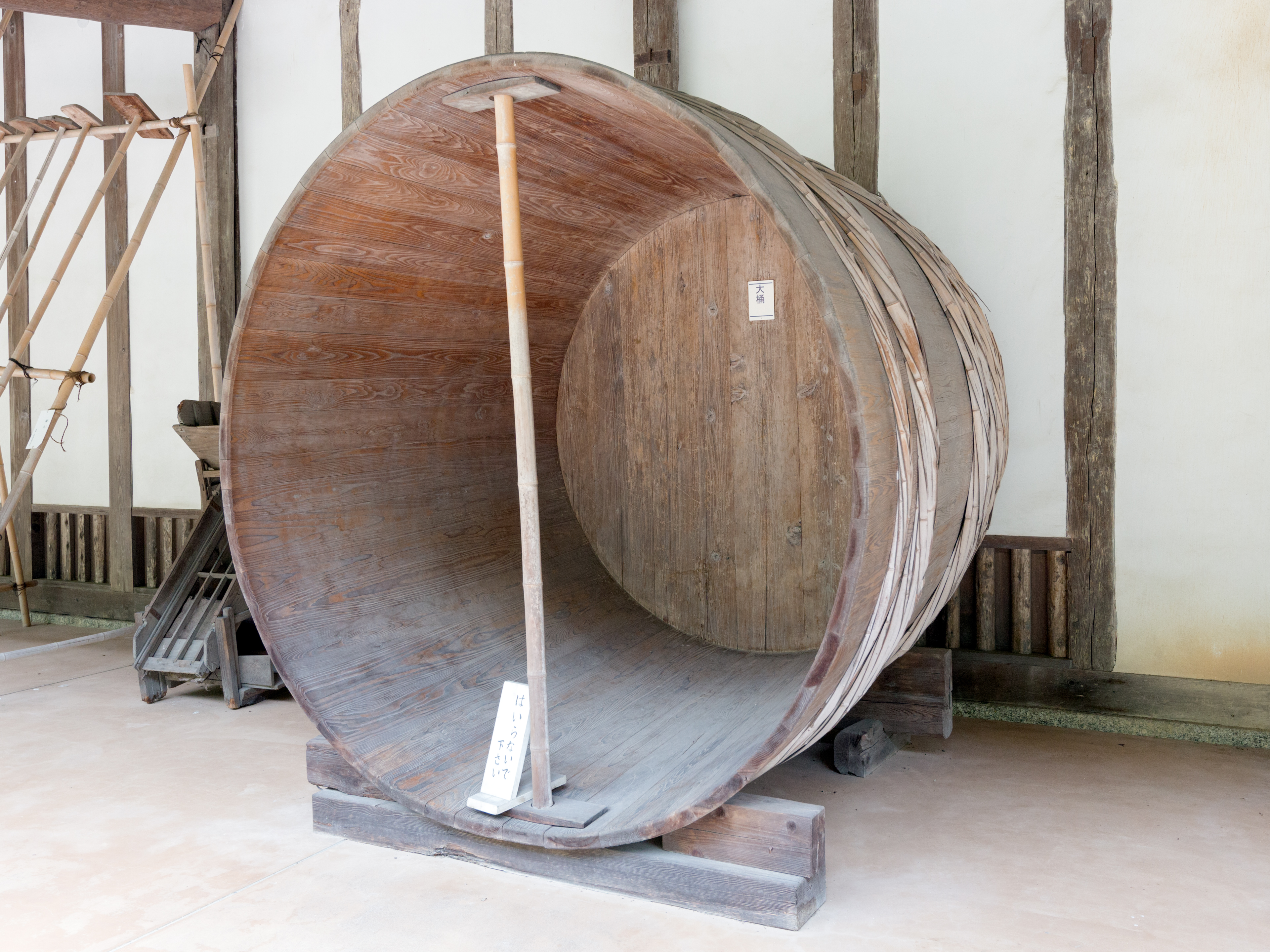
Vat uit Japanse brouwerij
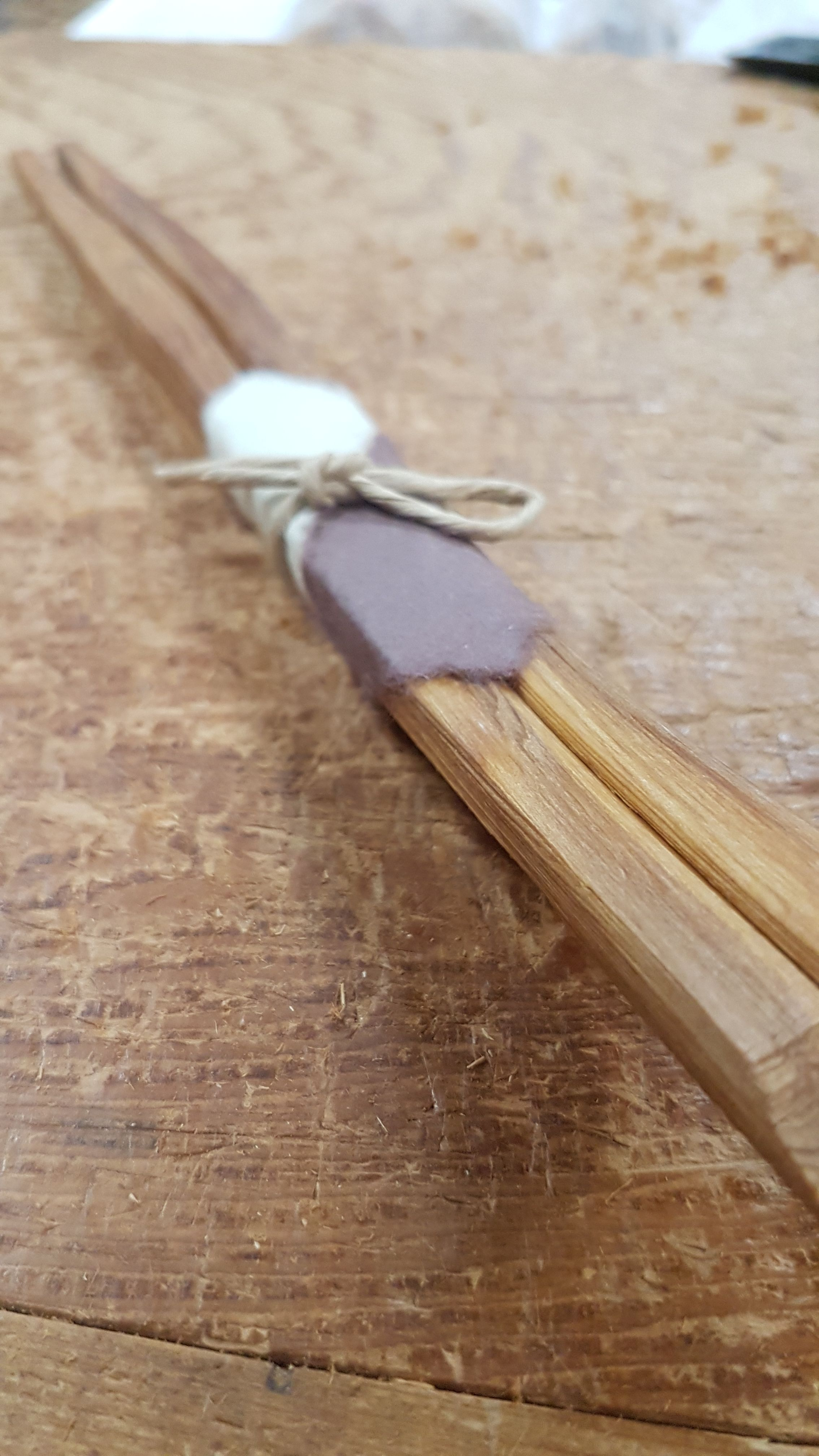
Eetstokjes